# Ли Бен Сер
Ли Бен Сер (1899 год, деревня Хамдон, уезд Сончжин, провинция Хамгён, Корея — 6 ноября 1972 года, Чиили, Кзыл-Ординская область, Казахская ССР) — колхозник, звеньевой колхоза «Авангард» Чиилийского района Кзыл-Ординской области, Казахская ССР. Герой Социалистического Труда (1949).

## Биография
Родился в 1899 году в крестьянской семье в селе Хамдон провинции Хамгён, Корея.
До 1915 года занимался земледелием в родной деревне, потом эмигрировал на российский Дальний Восток. Трудился батраком в деревне Гродеково, рабочим на железнодорожной дороге, на лесозаготовках, на заработках в Екатеринбурге и Семипалатинске. В 1921—1922 годах служил в Красной Армии в составе Интернационального полка 5-й Армии. В 1922 году трудился на золотых приисках в городе Рухлово Амурской губернии.
С 1923 года участвовал в организации колхозного движения в Шкотовском районе Приморского края. В последующие годы трудился членом и секретарём парторганизации сельскохозяйственной артели «Красная звезда» (1923—1924), сторожем на складе «Совторгфлота» во Владикавказе (1924), сотрудником милиции 3-го отделения во Владикавказе (1925—1928), рядовым колхозником в колхозе «Красный партизан» Шкотовского района (1929—1934), рядовым колхозником в колхозе «Путь Ленина» (1934—1937). В 1925 году вступил в ВКП(б).
В 1937 году депортирован на спецпоселение в Чиилийский район Кызыл-Ординской области Казахской ССР. Работал разнорабочим в колхозе «Авангард» Чиилийского района в селе Акмая, в 1938 году был назначен звеньевым рисоводческого звена, позднее — кукурузоводческого звена этого же колхоза.
В 1948 году звено под руководством Ли Бен Сера собрало в среднем по 82 центнера риса с каждого гектара на участке площадью 7 гектаров. Указом Президиума Верховного Совета СССР от 20 мая 1949 года удостоен звания Героя Социалистического Труда с вручением ордена Ленина и золотой медали «Серп и Молот».
В 1959 году вышел на пенсию. Персональный пенсионер союзного значения.
Скончался в ноябре 1972 года в посёлке Чиили Кзыл-Ординской области.
Награды
- Герой Социалистического Труда
- Орден Ленина